# Pinguicula calyptrata
Pinguicula calyptrata este o specie de plante carnivore din genul Pinguicula, familia Lentibulariaceae, ordinul Lamiales, descrisă de Carl Sigismund Kunth. Conform Catalogue of Life specia Pinguicula calyptrata nu are subspecii cunoscute.